# Teach me tonight
Teach me tonight es el 40mo episodio de la serie de televisión norteamericana Gilmore Girls.

## Resumen del episodio
Dean se va de viaje a casa de su abuela; Christopher habla con Rory por teléfono, y ella descubre que sus padres están enemistados. Cuando Luke recibe una llamada del director del colegio informándole que si Jess no se recupera en sus cursos podría perder el año, él le pide a Rory para que lo ayude a ponerse al día. A Lorelai no le gusta esa idea, pese a que Rory está de acuerdo. Sin embargo, Rory le pide a su madre que si Dean la llama, que le diga que está en casa de Lane. En el restaurante, Jess no consigue concentrarse, y le dice a Rory que si van por un helado, él estudiará. Así que suben al auto de Rory, y en el camino tienen una buena charla. Después, Rory llama a su madre y le cuenta que mientras Jess manejaba, intento esquivar a un animalito que se les cruzó en su camino, lo que produjo que se chocaran. Rory termina con un brazo fracturado, y Lorelai va en busca de Luke y le cuenta lo sucedido, además le dice que si Jess no hubiese venido a Stars Hollow nada habría pasado. Luego de pelear con Luke, Lorelai llama a Christopher y el aparece en la casa de las Gilmore más tarde. Cuando Lorelai le pregunta por Sherry, él no contesta. Durante la muestra de cine, mientras proyectan una película de Kirk, Lorelai y Rory oyen a Miss Patty y a Babette decir que Luke embarcó en el bus a Jess.
- Datos: Q11704259